# Ina Goleniów
Ina Goleniów – klub sportowy o wiodącej sekcji piłki nożnej z siedzibą w Goleniowie.

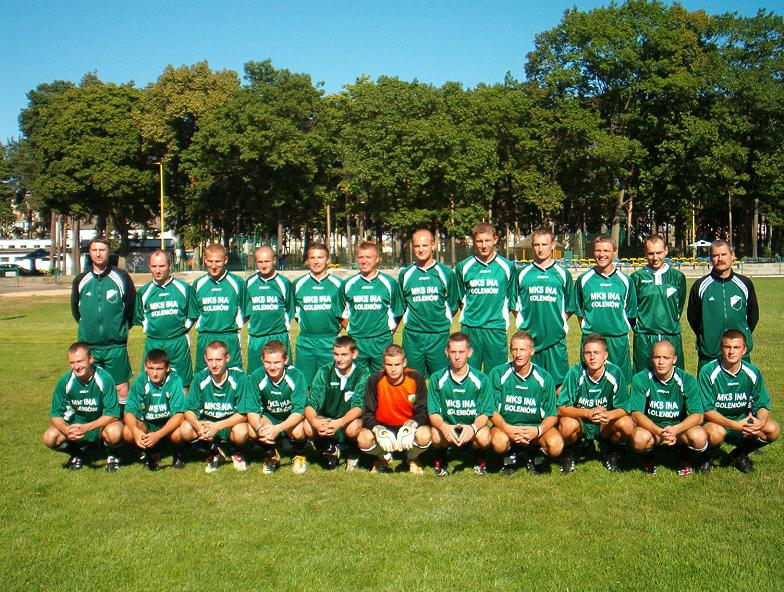
Piłkarze Iny Goleniów

## Historia
Klub został założony w 1946 roku jako Gołonoski Klub Sportowy. Początkowo większość graczy stanowili pracownicy PKP. W tym samym roku klub zmienił nazwę na KS "Kolejarz" Goleniów. W 1953 awansował do poznańskiej grupy klasy międzywojewódzkiej, która stanowiła wówczas trzeci poziom rozgrywkowy, w której zajął ostatnie, dwunaste miejsce. W sezonie 1954/55 występował w rozgrywkach o Puchar Polski na szczeblu centralnym, gdzie dotarł do 1/16 finału. W 1956 klub przyjął nazwę Kolejowy Klub Sportowy "Ina". Jedenaście lat później ponownie zmienił nazwę, tym razem na Międzyzakładowy Klub Sportowy "Ina" Goleniów. Drużyna powróciła do III ligi w 1990. Brała udział w trzecioligowych rozgrywkach w sezonach 1990/91-1991/92 i 1993/94-1995/96. W 1995 ostatecznie przyjęto nazwę Miejski Klub Sportowy "Ina" Goleniów, która jest nadal w użyciu dziś. Obecnie Ina gra w zachodniopomorskiej grupie IV ligi.

## Stadion
Stadion Miejski w Goleniowie, 948 krzesełek w barwach gminy wokół głównej murawy oraz kilkadziesiąt obok kortu i boiska ze sztuczną nawierzchnią.

## Sezony ligowe
| Sezon   | Liga                                 | Pozycja | Punkty | Bramki | Uwagi  |
| ------- | ------------------------------------ | ------- | ------ | ------ | ------ |
| 1998/99 | Liga okręgowa (Szczecin)             | 3       | 54     | 54-36  |        |
| 1999/00 | Liga okręgowa (Szczecin)             | 1       | 75     | 98-24  | awans  |
| 2000/01 | IV liga (zachodniopomorska)          | 4       | 62     | 80-47  |        |
| 2001/02 | IV liga (zachodniopomorska)          | 14      | 46     | 69-78  |        |
| 2002/03 | IV liga (zachodniopomorska)          | 9       | 50     | 60-58  |        |
| 2003/04 | IV liga (zachodniopomorska)          | 10      | 50     | 70-50  |        |
| 2004/05 | IV liga (zachodniopomorska)          | 9       | 50     | 51-52  |        |
| 2005/06 | IV liga (zachodniopomorska)          | 4       | 60     | 57-31  |        |
| 2006/07 | IV liga (zachodniopomorska)          | 5       | 56     | 53-44  |        |
| 2007/08 | IV liga (zachodniopomorska)          | 13      | 41     | 51-61  | spadek |
| 2008/09 | IV liga (zachodniopomorska)          | 5       | 48     | 45-31  | [ a ]  |
| 2009/10 | IV liga (zachodniopomorska)          | 5       | 54     | 62-33  |        |
| 2010/11 | IV liga (zachodniopomorska)          | 5       | 50     | 52-40  |        |
| 2011/12 | IV liga (zachodniopomorska)          | 9       | 40     | 47-53  |        |
| 2012/13 | IV liga (zachodniopomorska)          | 12      | 34     | 49-76  |        |
| 2013/14 | IV liga (zachodniopomorska)          | 5       | 50     | 47-47  |        |
| 2014/15 | IV liga (zachodniopomorska)          | 10      | 38     | 52-52  |        |
| 2015/16 | IV liga (zachodniopomorska)          | 3       | 53     | 68-49  |        |
| 2016/17 | IV liga (zachodniopomorska)          | 9       | 45     | 72-57  |        |
| 2017/18 | IV liga (zachodniopomorska)          | 5       | 52     | 49-40  |        |
| 2018/19 | IV liga (zachodniopomorska)          | 5       | 60     | 67-41  |        |
| 2019/20 | IV liga (zachodniopomorska)          | 3       | 33     | 48-24  | [ b ]  |
| 2020/21 | IV liga (zachodniopomorska)          | 3       | 68     | 96-60  |        |
| 2021/22 | IV liga (zachodniopomorska)          | 14      | 46     | 67-86  | spadek |
| 2022/23 | Klasa okręgowa (zachodniopomorska I) | 1       | 81     | 133-26 | awans  |
| 2023/24 | IV liga (zachodniopomorska)          | 6       | 57     | 84-64  |        |

| Oznaczenie kolorami   |
| --------------------- |
| drugi poziom ligowy   |
| trzeci poziom ligowy  |
| czwarty poziom ligowy |
| piąty poziom ligowy   |
| szósty poziom ligowy  |
| siódmy poziom ligowy  |